# Norda
Norda est un ketch en bois polonais de 20,5 m de long, construit en 1928 au Danemark. Il a été utilisé à l'origine comme navire océanographique, puis navire de pêche. Il est maintenant un yacht privé.

## Histoire

### Construction
Norda est un cotre à voile en bois construit au Danemark en 1928. Il s'agit d'une construction à doubles nervures et à l'extérieur de planches de bois moulées de 2 pouces. La structure de coque complète, les planches sous-marines ainsi qu'une partie des constructions de pont sont encore d'origine. Seule une quille en acier fut ajoutée sous la quille en bois, pour fournir plus de contrepoids afin de disposer de mâts plus hauts et plus de voilure. Son plan de voilure est celui d'un ketch à voile à corne.

### Navire de recherche
Le navire a été mis en service en 1928 par lInstitut polonais de la pêche. Il a été construit en 1928 sur commande du chantier naval Andersen à Frederikssund, au Danemark. Le voilier a été baptisé Ewa, en s'inspirant des noms de filles du professeur Michał Siedlecki et du Dr Franciszek Lubecki , deux scientifiques de renom et pionniers de la recherche maritime.
MIR possédait un autre navire presque identique: quelques mois plus tôt, ils avaient acheté un autre cotre Starnia, qui était également utilisé pour trouver de nouveaux lieux de pêche et pour former les pêcheurs. Les deux navires ont joué un rôle important dans le développement de l'industrie de la pêche maritime en Pologne.
La coque classique de la cotre a été construite en chêne. Le bateau a été construit comme un voilier avec un moteur auxiliaire. Le système de propulsion était composé d'un moteur Tuxham à deux cylindres de 64 à 76 cv et de quatre voiles (160 m²). Sous le pont, il y avait de la place pour un équipage de cinq personnes, quatre scientifiques et un laboratoire. Lorsqu'il était déjà utilisé comme navire de recherche, une timonerie avait été construite sur le pont arrière.
Jusqu'en 1936, le navire était commandé par Jan Lemke. À cette époque, Ewa a navigué sur la Baltique et a été utilisée pour des expéditions de recherche organisées par les scientifiques de MIR, le Département de l'économie et de la pêche de Bydgoszcz, le Laboratoire de la pêche en mer de Hel et les départements du Laboratoire scientifique d'élevage de Puławy. En 1932, ces institutions ont été réunies dans la base maritime de Hel, qui était également son port d'attache à cette époque. Ces expéditions ont contribué à la reconnaissance des zones de pêche de la mer Baltique et au développement de la biologie et de l’ichtyologie de la mer de Pologne.
Après six ans d'exploitation intensive, Ewa a dû être rénovée. En 1939, lors de l'inspection au chantier de pêche de Gdynia, il fut constaté que la coque avait été sérieusement endommagée et que le cotre était qualifié pour être détruit. À cette époque, Antoni Budzisz de Gdynia a acheté le cotre à MIR et l'a adapté comme bateau de pêche. Ewa était en train d'être révisée et les parties endommagées de la coque ont été échangées.

### L'occupation allemande pendant la seconde guerre mondiale
La révision fut malheureusement interrompue par la Seconde Guerre mondiale, mais elle se poursuivit plus tard et fut finalement achevée en 1942. La révision fut effectuée de telle manière que les mâts furent coupés et qu'un moteur plus puissant devint sa seule source de propulsion. Le chalutier, qui s'appelait à l'époque 'Putzig 2, était utilisé comme bateau de pêche du port de Władysławowo. Le 3 mars 1945, le cotre fut confisqué et utilisé par un groupe d'allemands pour s'échapper de Hel vers Cologne.

### Retour en Pologne communiste
En 1946, le cotre fut retrouvé et ramené à Gdynia. L'inspection générale des pêches maritimes a réaffecté le bateau et renommé Wła-17. Son ancien propriétaire redevint son capitaine  et l’a utilisé comme bateau de pêche jusqu’en 1955, date à laquelle il a dû le vendre en raison de problèmes financiers. Le cotre a été acheté et fut rénové en 1958. À cette époque, le cotre avait déjà été privé d’équipement de navigation. Jusqu'au milieu des années 1980, le bateau, rebaptisé Zag-9 , était exploité par deux armateurs privés à Gdańsk.

### Renaissance et nouvelle vie
Le 1er juillet 1986, Stanislaw Konopka, Zygmunt Krukowski et Krzystof Klarwacki ont acheté l’ancien cotre. Plus tard, ils commencèrent la reconstruction avec Grzegorz Wozniak, géographe de la profession et marin passionné, propriétaire de l’office de tourisme «Nord». Le nouvel armateur a décidé de reconstruire le cotre en yacht à voile. Le bateau a donc été remorqué jusqu'à Puck, où il a été sorti de l'eau et déplacé vers le port de pêche. En 1986, la coque et le moteur usé ont été démantelés. Du navire d'origine, il ne restait que l'épine dorsale, les nervures et les planches de la partie sous-marine. Après cela, la coque a été reconstruite dans une forme légèrement modifiée. Sous la quille en bois, une poutre de lest en acier en forme de I de six mètres de long a été fixée. En 1990, la coque nouvellement reconstruite a été transportée à Jastarnia où la reconstruction du yacht devait être achevée. Malheureusement, l'entreprise de construction n'a pas rempli le contrat. La coque a été cette fois transportée à Gdynia et placée sur la digue du Yacht Club «Stal» dont l’armateur était membre. La dernière étape de la reconstruction a duré jusqu'en octobre 1994. L'intérieur a été terminé par le constructeur de bateaux Leszek Fryzkowski, soutenu par l'armateur Grzegorz Woźniak.
Le plan de navigation a été conçu par Jan Młynarczyk et consiste en deux mâts en épicéa collés (un mât principal de 19,5 m avec une bôme et un mât de 17,5 m, un voilure de cinq voiles d’une surface totale de 160 m². Les mâts ont été fabriqués par le constructeur de bateaux Franciszek Lewiński. Sous le gaillard, il y a un local technique (avec coffre à chaîne, diesel et stockage), trois couchettes pour 3 personnes, une salle de douche, une assez grande salle avec, une cuisine, une cabine de navigation, une salle des machines et 3 places pour l'équipage. Le yacht est équipé d'un moteur Delfin de 110 cv construit en 1978.
Les neuf années d’essais ont abouti à la construction d’un yacht classique à deux mâts, baptisé Norda (mot qui désigne les énormes vents du nord en langue cabouche locale). La longueur du ketch incluant le beaupré était alors de 19,5 m. Le navire a obtenu sa première certification toujours en tant que Zag-9. Le 3 mars 1987, le yacht prend le nom de Norda. En 1995, Grzegorz Wozniak en est devenu l'unique propriétaire et, en 2002, il a modifié l'immatriculation en Motorsailer (en), réglementation moins stricte pour l'équipage qu'un voilier.
Norda a été vendue le 31 décembre 2004 à Philippe De Brouwer (en) qui a continué à restaurer Norda avec des pièces originales. Norda navigue à nouveau dans la mer Baltique, visitant de nombreux endroits où il avait navigué il y a environ 80 ans et qu’il n’avait pas visités depuis.